# Kanton Saint-Etienne-3
 Saint-Étienne-3 is een kanton van het Franse departement Loire. Het kanton maakt deel uit van het arrondissement Saint-Étienne.
Het kanton Saint-Étienne-3 werd  gevormd ingevolge het decreet van 26 februari 2014 met uitwerking in maart 2015 met Saint-Étienne als hoofdplaats. 

## Gemeenten
Het kanton omvat de gemeenten :
- Saint-Étienne (deel westzijde)
- Roche-la-Molière
- Saint-Genest-Lerpt